# Bataille d'Al-Adde
Guerre civile somalienne
La bataille d'Al-Adde se déroule pendant la guerre civile somalienne. Le 15 janvier 2016, les chebabs prennent d'assaut une base de l'AMISOM.

## Déroulement
Le 15 janvier 2016, les chebabs lancent une attaque contre une base de l'AMISOM à Al-Adde, près de Ceel Cado, dans la région de Gedo. Le camp est défendu par 150 hommes de l'armée kényane. Les affrontements commencent vers 4 heures du matin, avec l'explosion d'un kamikaze. Les combats durent plusieurs heures mais les assaillants finissent par prendre le contrôle du camp militaire à 7h30. Les militaires fuient également la ville située près du camp, qui tombe entre les mains des djihadistes,,.

## Les pertes
Le jour même de l'attaque, les shebabs revendiquent la victoire et affirment avoir compté « 63 corps éparpillés à travers la base », un bilan qui peut cependant être exagéré,. Ils affirment également s'être emparé d'environ 30 camions, chars et véhicules blindés. Le président kényan Uhuru Kenyatta déclare de son côté dans un communiqué que « certains de nos patriotes en uniforme ont payé le prix ultime », mais sans plus de précision. L'AMISOM ne donne quant à elle aucun bilan.
Le 17 janvier, dans un nouveau communiqué les shebabs affirment avoir tué plus de 100 soldats kényans. Le lendemain le bilan donné par les shebabs passe à 121 morts. Des sites internet islamistes somaliens font également mention de 12 soldats kényans capturés. Les autorités kényanes ne donnent toujours aucun bilan, mais affirment alors qu'une « opération de recherche et de sauvetage » est en cours. Des combats sporadiques ont lieu les jours suivants, lors des opérations visant à délivrer des soldats capturés par les shebabs et de secourir d'autres des militaires isolés qui se cacheraient dans les alentours de la base d'Al-Adde.
Cinq soldats blessés sont rapatriés à Nairobi le 17 janvier, 16 autres blessés sont encore rapatriés le 18.
En février, le président de la Somalie, Hassan Sheikh Mohamoud, déclare qu'au moins 180 soldats kényans ont été tués dans l'attaque d'Al-Adde, ce que conteste l'armée kényane qui refuse toujours cependant de donner un bilan. La BBC indique également qu'un chef de communauté à al-Adde affirme avoir compté 190 corps de soldats. Cependant, le Kenya proteste après les déclarations et le porte-parole du président somalien indique que ce dernier a été mal cité et que le nombre avancé correspondrait à l'effectif des soldats présents lors de l'attaque.